# Сейсмометрія
Сейсмометрія (рос. сейсмометрия, англ. seismometry, нім. Seismometrie f) — розділ сейсмології, що розробляє прилади й методи реєстрації (записи) коливань земної поверхні, споруд і ін. об'єктів, головним чином при впливі на них сейсмічних хвиль. 

## Загальна характеристика
Сейсмометрія почала розвиватися на початку XX ст. Комплекс існуючих приладів забезпечує реєстрацію коливань у діапазоні амплітуд від 10-9 м до декількох м і в діапазоні частот від тисячних часток Гц до десятків Гц. Реєстрація сейсмічних хвиль, що виникають при землетрусах, ядерних вибухах і від ін. джерел пружних хвиль, ведеться на сейсмічних станціях автоматично й безупинно. Ці станції ізольовані від джерел можливих сейсмічних перешкод, а сейсмографи встановлюються в заглиблених приміщеннях на масивних фундаментах. Для інженерно-сейсмологічних досліджень сейсмографи встановлюються в типових будинках і спорудах — інженерно-сейсмічних станціях, і працюють у очікувальному режимі, тобто вмикаються при землетрусах.

## Цікаві факти
- Під час пандемії коронавірусу обмеження руху транспорту призвели до зменшення сейсмічного шуму. За повідомленням Томаса Лекока (Thomas Lecocq), геолога і сейсмолога Королівської обсерваторії в Бельгії, у Брюсселі від середини березня, коли розпочалися обмеження, сейсмічний шум знизився на 30-50 %. Раніше таке зниження сейсмологи фіксували хіба що на Різдво. Тепер вони можуть виявити невеликі землетруси, які раніше не вдавалося зафіксувати.[1][2]